# Rafael Schächter
Rafael Schächter (27. května 1905 Brăila, Rumunsko – 16. října 1944 Osvětim) byl československý hudební skladatel, pianista a dirigent židovského původu. Aktivně se podílel na kulturním životě v terezínském ghettu. K jeho nejznámějším počinům patří nastudování Verdiho Requiem s terezínskými vězni.

## Život
Studoval na brněnské konzervatoři, kde ho ve hře na klavír vedl Vilém Kurz, ve skladbě Jaroslav Kvapil. Poté Schächter odešel do Prahy, kde v letech 1928–1933 studoval na Pražské konzervatoři skladbu u Rudolfa Karla, dirigování u Pavla Dědečka. K tomu ještě docházel na mistrovské studium u Karla Hoffmeistera.
Roku 1934 nastoupil jako klavírista do divadla Emila Františka Buriana. K jeho úkolům patřily i klavírní improvizace (ve dvojici s Karlem Reinerem) při avantgardních inscenacích jako byli Mistr Pleticha či Císařovy nové šaty.
V roce 1937 založil vlastní soubor, který nazval Komorní opera. S ním zahrál dvě barokní hry Františka Xavera Brixiho na výstavě českého baroka, která se konala v Praze.
Po vzniku Protektorátu jako Žid již nemohl veřejně vystupovat. Spoluorganizoval tedy ilegální bytové koncerty (mj. i v jeho bytě v Bělehradské ulici). V roce 1941 byl však deportován do terezínského ghetta. Schächter se ihned chopil organizace hudebního života i tam. Nacvičoval s ostatními vězni lidové písně ve sborových úpravách, které vytvářel on sám, nebo skladatel Gideon Klein. Později nastudovali dokonce celou Smetanovu Prodanou nevěstu, jejíž premiéra se uskutečnila 25. listopadu 1942. Měla poté 35 repríz. Následně nastudoval Mozartovu Figarovu svatbu a Kouzelnou flétnu, Smetanovu Hubičku, Pergolesiho La serva padrona, Verdiho Rekviem. Studium Rekviem mělo tragický podtón, neboť dvakrát nacisté jeho sbor zařadili do transportu, teprve třetí sbor skladbu opravdu předvedl. Další tragický aspekt spočíval v tom, že Schächter Rekviem předváděl i před komisí Mezinárodního červeného kříže, která se měla přesvědčit o tom, že podmínky v táboře jsou „humánní“. Schächter pomáhal i při nastudování Krásovy dětské opery Brundibár, která měla v Terezíně premiéru v roce 1943 a připravoval též premiéru opery Císař Atlantidy (Der Kaiser von Atlantis) spoluvězně Viktora Ullmanna, kterou ale vedení ghetta z obavy prozrazení snadné protinacistické alegorie nepovolilo. 16. října 1944 byl Schächter zařazen do transportu, jenž mířil do koncentračního tábora Osvětim. Zemřel na konci roku 1944 při tzv. „pochodu smrti“.